# مارتن شميت (لاعب كرة قدم)
مارتن شميت (12 أبريل 1967 في سويسرا - ) هو مدرب كرة قدم ولاعب كرة قدم سويسري في مركز الوسط. لعب مع FC Naters ‏.

## وصلات خارجية
- مارتن شميت على موقع قاعدة بيانات كرة القدم.إي يو (الإنجليزية)
- مارتن شميت على موقع Soccerway.com (الإنجليزية)
- مارتن شميت على موقع عالم كرة القدم.نت (الإنجليزية)